# 양청호 다자셰

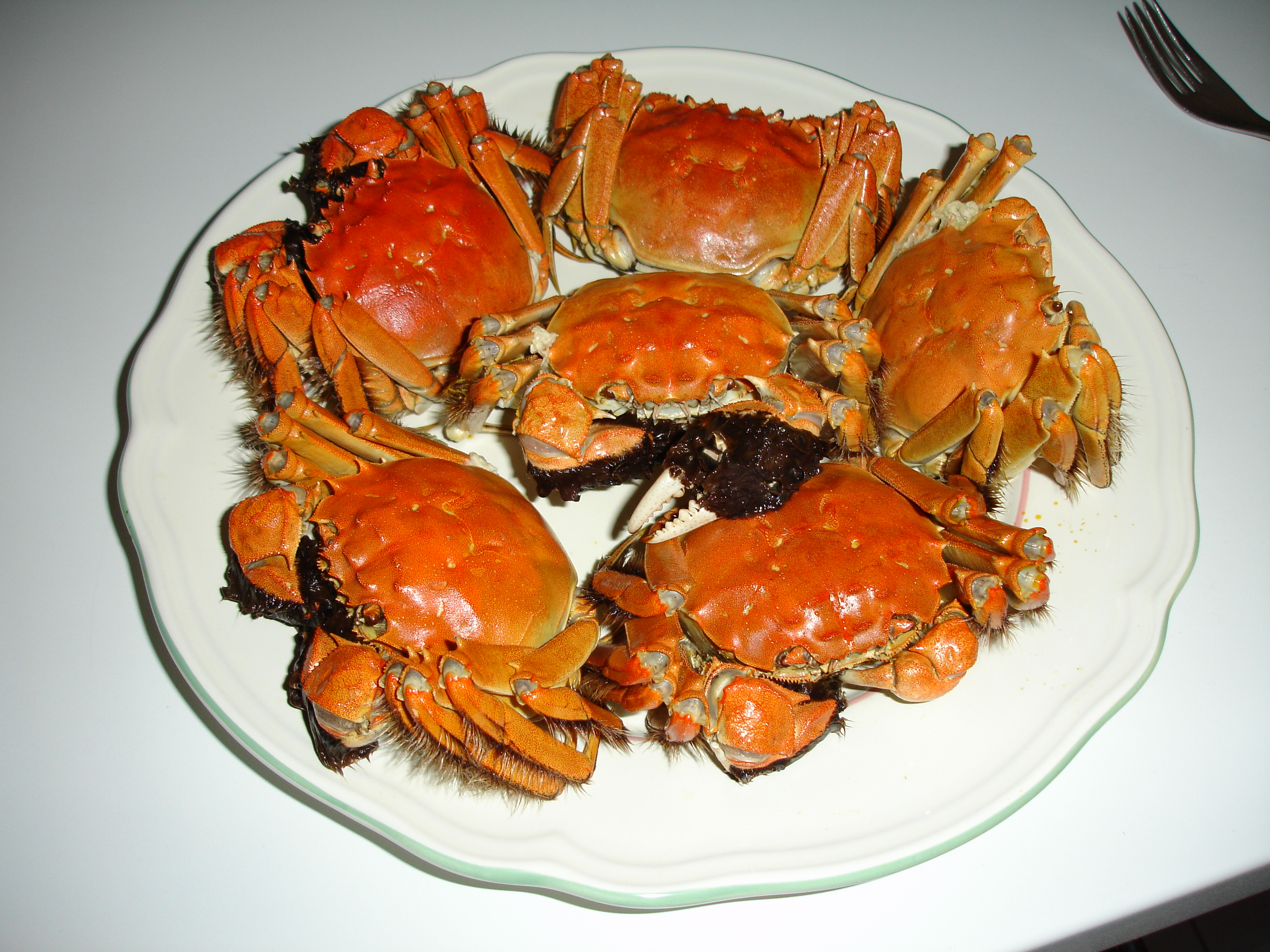
상하이 참게 요리.

양청호 다자셰(阳澄湖大闸蟹)는 양청호에서 잡히는 참게를 이용한 요리이다. 게가 산란기를 맞는 가을의 10월에서 11월 사이의 따자씨에가 가장 맛있으며, 이 시기에는 알이 꽉 차있고 영양분이 가득해 특히 맛이 있다.

## 요리
참게 요리는 크게 두 부분으로 나뉘는데, 양념없이 그대로 쪄서 먹는 ‘친쩡씨에’(蒸青蟹), 파, 생강 등과 함께 볶아 만드는 ‘충자오씨에’(蔥炒闸蟹)가 있다.

### 재료
상하이 따자씨에는 보통 쿤산의 양청후에서 잡은 것으로, ‘양청후 따자씨에’라는 표시가 되어 있다.  ‘따자씨에’(대갑게, 大闸蟹)라고 불리는 상하이 참게는 다리 부분의 털이 황색을 띄고, 다른 지역의 게보다 알이 크고, 단 맛이 더 강하다. 이 곳 이외에도 타이후, 자싱의 난후(南湖)나 디앤산후(淀山湖) 등지, 상하이의 인근 지역에서도 포획된다.
- 양청후게(陽澄湖蟹)
- 숭명게(崇明河蟹)
- 태호게(太湖蟹)
- 홍택게(洪澤湖蟹)

### 종류
- 친칭셰(蒸青蟹): 찜 게 요리
- 충자오셰(蔥炒闸蟹): 볶음 게 요리
- 셰펀샤오롱(蟹粉小笼): 게살로 만든 샤오롱바오
- 셰펀차오왕다이(蟹粉炒王帶): 게맛살, 게알을 재료로 만듦